# Strymon mackwoodi
The Mackwood's Hairstreak (Strymon mackwoodi) là một loài bướm ngày nhỏ được tìm thấy ở Ấn Độ, thuộc họ Bướm xanh.